# إدواردو
إدواردو (بالبرتغالية: Eduardo) هو ناشط ومغني وملحن وكاتب برازيلي، ولد في 24 أغسطس 1975 في ساو باولو في البرازيل.

## وصلات خارجية
- الموقع الرسمي
- إدواردو على موقع ميوزك برينز (الإنجليزية)
- إدواردو على موقع ديسكوغز (الإنجليزية)